# Spijt! (film)
Spijt! is een Nederlandse tienerfilm uit 2013 van Dave Schram (Shooting Star Filmcompany) gebaseerd op het gelijknamige boek van Carry Slee. Bij de openingsavond bracht de film bijna 35.000 euro op, het dubbele van Afblijven, de best geopende Carry Slee-film tot dan toe. Spijt! is de eerste Slee-film met een platina-status (meer dan 400.000 bezoekers) en draaide na drie maanden nog in meer dan 100 bioscopen.

## Het verhaal
David zit in klas 2B op de middelbare school. Hij zit in de band "Punt Uit!" met Niels en Youssef en later ook Nienke. In de klas van David zit ook Jochem, een flinke jongen die veel gepest wordt door andere leerlingen, voornamelijk door Remco, Justin en Sanne, wat hij gelaten incasseert; hij wil ook niet dat zijn moeder dit bij de school aankaart. De klassenleraar Tino, die gymnastiek geeft, doet er niets tegen en doet zelfs een beetje mee. De pestkoppen stelen Jochems kleding uit de kleedkamer terwijl hij aan het douchen is en hangen die in een boom, zodat Jochem niet op de schoolfoto komt; Sanne plakt een foto van Jochem in haar agenda met een zwart kader en bijschriften alsof hij overleden is. Ze dwingen hem ook zonder betaling de krantenwijk van Justin over te nemen. In een telefooncirkel voor het informeren over vrije uren wordt Jochem overgeslagen. Ze verwonden hem zelfs en ze slaan hem in de wc. David komt een keer voor hem op, met als reactie dat zijn fietsband wordt lek gestoken, waarna hij het niet meer durft. Op een dag gaat hij Jochem wel helpen bij zijn krantenwijk. Jochem is eerst terughoudend, maar waardeert het vervolgens toch wel erg.
Jochem vindt een in de duinen achtergelaten hond, en komt die later geregeld opzoeken in het asiel (later wordt het zijn hond; hij noemt hem Simbad). Hij raakt bevriend met Vera, die daar werkt; onder haar invloed gaat hij gezonder eten en drinken, en met het uitlaten van Simbad wordt hij ook sportiever. Op de klassenavond vertelt Jochem tegen Vera dat hij verliefd is op haar, maar hoewel Vera hem best aardig vindt is ze niet verliefd op Jochem, en zegt hem dat ook (ze is stilletjes verliefd op David, al ziet ze wel met lede ogen aan dat die het ook soms erg gezellig heeft met Nienke). Jochem wordt nu wat opdringerig. David, die stilletjes verliefd is op Vera (en opgelucht was toen ze vertelde dat ze niets met Jochem had, en hem alleen van het asiel wat beter kende), ziet haar zoenen met Niels. Hij weet niet dat Vera dat alleen even deed om Jochem te ontmoedigen, en is zo boos en teleurgesteld dat hij ruw weigert om Jochem, die weer wordt gepest en David om hulp vraagt, te helpen.
De volgende dag krijgen de leerlingen van de rector te horen dat Jochem de avond daarvoor niet is thuisgekomen en dat de politie naar hem op zoek is. Vera voelt zich schuldig omdat ze hem heeft afgewezen en komt naar David; samen gaan ze op zoek naar Jochem. Hij blijkt bij het meer zelfmoord te hebben gepleegd, met veel drank op. David voelt zich schuldig omdat hij Jochem de vorige avond niet geholpen heeft; hij biecht dat ook uit zichzelf op aan Jochems ouders. Ook vertelt hij dit aan zijn moeder, die journalist is. Dan confronteert hij Justin, die kranten aan het rondbrengen is om het geld wat hij van Jochem heeft verdiend terug te betalen, maar David reageert hierop dat hij spijt moet hebben van wat hij heeft gedaan. David gaat ook op bezoek bij Tino, die wegens het op het feest toelaten van alcoholgebruik geschorst is; van hem krijgt hij een geheugenkaart met foto's van het feest. Op een van de foto's blijkt dat de drank door de pestkoppen gedwongen in Jochems mond is gegoten. Op een herdenkingsbijeenkomst op school onthult David dit, en ook dat Jochem meer kon dan je zou denken: hij was de beste leerling pianospelen van Davids oma. Iedereen heeft spijt, zowel de eigenlijke daders als degenen die te weinig er tegenin zijn gegaan. Davids moeder, die journaliste is, interviewt veel leerlingen en schrijft erover in de krant het Hollands Dagblad. De enige die geen spijt heeft is Sanne. Bij de herdenking van Jochem wordt David opgebeurd door de moeder van Jochem, die in zijn dagboek heeft gelezen dat wat Jochem op de been hield waren Simbad, muziek, Vera en David.

## Rolverdeling
| Acteur                     | Personage           | Opmerking                |
| -------------------------- | ------------------- | ------------------------ |
| Robin Boissevain           | David Smit          | Hoofdrol                 |
| Dorus Witte                | Vera Teunisse       | Hoofdrol                 |
| Stefan Collier             | Jochem Steenman     | Hoofdrol                 |
| Charlotte Bakker           | Sanne               | Pestkop                  |
| Nils Verkooijen            | Justin van de Lek   | Meeloper                 |
| Rick van Elk               | Remco van Dijk      | Meeloper                 |
| Gregory Samson             | Niels               |                          |
| Brahim Fouradi             | Youssef             |                          |
| Eileen Farnham             | Manon               |                          |
| Fabiënne Bergmans          | Nienke de Graaf     |                          |
| Dave Mantel                | Tino van Dijk       | Gymleraar, mentor van 2B |
| Roos Ouwehand              | Mevrouw Smit        | Moeder van David         |
| Rick Nicolet               | Oma Smit            | Oma van David            |
| Jessica Zeylmaker          | Mevrouw Steenman    | Moeder van Jochem        |
| Edo Brunner                | Meneer Steenman     | Vader van Jochem         |
| Paul Kooij                 | Rector              |                          |
| Mike Libanon               | Leraar Engels       |                          |
| Marloes van den Heuvel     | Mevrouw Bouwma      | Lerares Frans            |
| Ton Kas                    | Bert de Asielhouder |                          |
| Wim Serlie                 | Dierenarts          |                          |
| Ruben Lürsen               | Distributeur        |                          |
| Frans de Wit               | Vader van Sanne     |                          |
| Faas Wijn                  | Tony                |                          |
| Maas Bronkhuyzen           | Mike                |                          |
| Tim van Dijk               | Leraar Biologie     |                          |
| Bert Castricum             | Rechercheur 1       |                          |
| Eric Vermeulen-Windsant    | Rechercheur 2       |                          |
| David Meyerink             | Agent 1             |                          |
| Marco Dam                  | Agent 2             |                          |
| Jeroen 'Botsie' Bosker     | Leraar Duits        |                          |
| Amber Luttmer              | Fenna               |                          |
| Kamiel van Ophem           | Pianojongetje 1     |                          |
| Tennessee Jess Slot        | Pianojongetje 2     |                          |
| Jordy Tromp                | Tom                 |                          |
| Yannick Cassiez            | Jeroen              |                          |
| Nick van der Jagt          | Kees                |                          |
| Sophie de Kock van Leeuwen | Ingrid              |                          |
| Marilina Fabac             | Anne                |                          |
| Djamilla Tromp             | Ellen               |                          |
| Milan de Roode             | Jesser              |                          |
| Thom de Vijver             | Nick                |                          |
| Quinty Stock               | Sterre              |                          |
| Dané van Leeuwen           | Joyce               |                          |
| Alex Thijm                 | Calvin              |                          |
| Luca Stenenga              | Loes                |                          |
| Claartje Neeven            | Esmee               |                          |
| Fleur van Dijk             | Chantal             |                          |
| Sophie Joele               | Marloes             |                          |

## Waardering
De film werd in de Nederlandse bioscopen goed ontvangen. Na drie maanden na de première was de film nog in ruim 100 bioscopen te zien. De film trok ruim 400.000 bezoekers en werd hierdoor bekroond met een platina plaat, daarmee was het de eerste Carry Slee-film die een platina plaat ontving. Daarnaast deed de film het ook goed in Europa, in totaal wist de film 51 buitenlandse prijzen te winnen waaronder in Qatar, Canada, Duitsland en Armenië.